# Sjef Eijmael
Joseph Hendrik (Sjef) Eijmael (Valkenburg aan de Geul, 18 april 1921 – Maastricht, 14 oktober 2007) was een Nederlandse beeldhouwer.

## Leven en werk
Eijmael (ook Eymael) was een zoon van beeldhouwer Josef Hendrik Eijmael (1894-1968) en Catharina Maria Elisabeth van Grootel. Hij werd opgeleid aan de Kunstnijverheidsschool in Maastricht, bij Charles Vos. Net 18 jaar oud ontwierp hij een Heilig Hartbeeld voor Hoensbroek, dat hij samen met zijn vader uitvoerde. Hij vervolgde zijn studie onder Jan Bronner aan de Rijksakademie van beeldende kunsten in Amsterdam.
Vanaf 1944 woonde en werkte Eijmael in Maastricht en vanaf 1986 in Voeren in Belgisch Limburg. Hij was een traditioneel beeldhouwer, die figuratief werkte. Eijmael overleed in 2007, op 86-jarige leeftijd, in het Academisch ziekenhuis Maastricht.

## Werken (selectie)
- 1939 - Heilig Hartbeeld (Hoensbroek, Kerkplein)
- 1942 - Madonna met kind, gevelbeeld aan het De Bosquetplein, Maastricht
- 1948 - St. Victor gevelbeeld in nis in voormalige elektrische graanmolen aan de Dalestraat in Banholt.
- 1949 - Sint-Barbara aan de St. Barbarastraat, Nuth
- 1953 - Onze-Lieve-Vrouw van Banneux voor de Sint-Matthiaskerk (Maastricht)
- 1954 - Christus Koning (Banholt)
- 1954 - Beeld in de Mariakapel in Welten, Heerlen
- 1956 - Heilig Hartbeeld (Mheer)
- 1959 - Sint-Servaas aan de Tongersestraat/Kakeberg, Maastricht, kopie van een werk van Charles Vos
- 1969 - ontwerp Bevrijdingsmonument, Noorbeek, uitgevoerd door Jef Wanders
- 1977 - Schutterijmonument, Neeritter
- 1978 - Sint-Brigidabeeld in de Sint-Brigidakapel, Noorbeek
- 1985 - Sint-Servaas in de Sint-Servaaskapel, Maastricht, kopie van Charles Vos
- 1986 - Zittende Madonna (zonder Kind) in de Sint-Annakerk, Maastricht-Brusselsepoort[3]
- 1987 - Lommelekriemer in Maastricht-Malberg

### Galerij

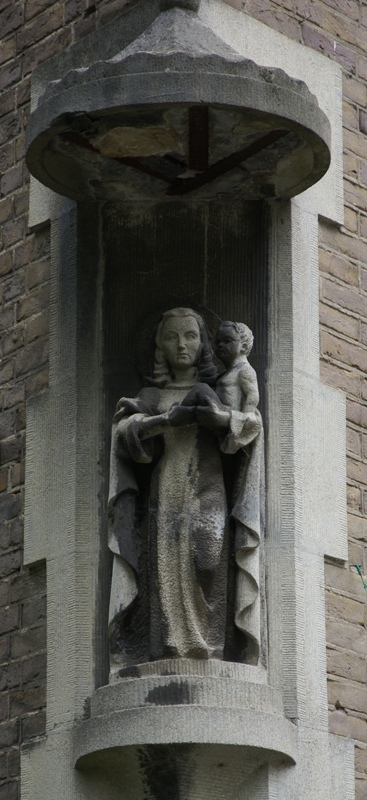
Madonna met kind (1942), Maastricht
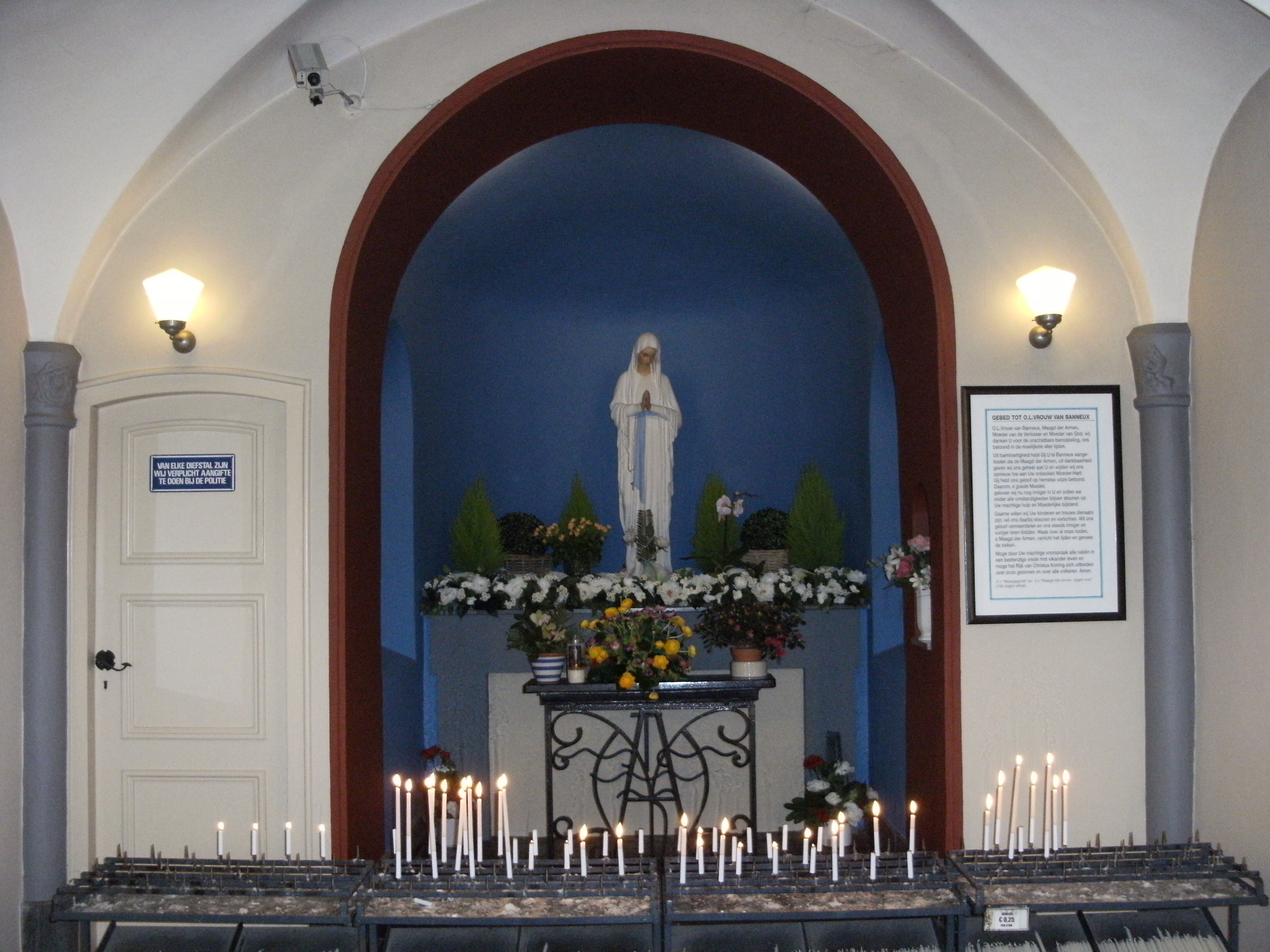
Onze Lieve Vrouw van Banneux (1953), Maastricht
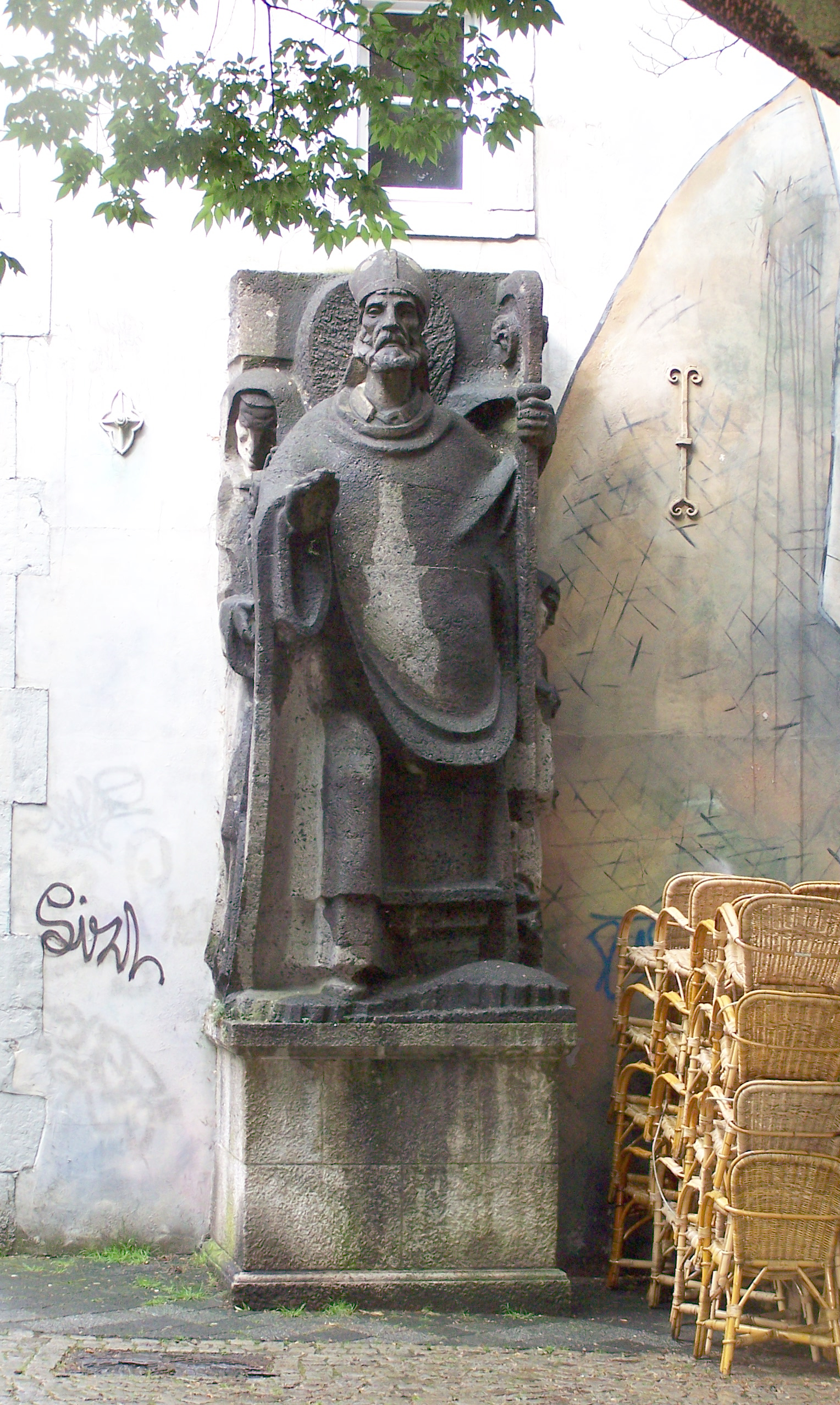
Sint-Servaas (1959), Maastricht